# نوله (کومونه)
نوله (به ایتالیایی: Nule) یک کومونه در ایتالیا است که در استان ساساری واقع شده‌است. نوله ۵۱٫۷ کیلومتر مربع مساحت و ۱٬۵۳۳ نفر جمعیت دارد.